# Zbigniew Wegehaupt
Zbigniew Jan Wegehaupt (ur. 9 sierpnia 1954 w Katowicach, zm. 13 stycznia 2012 w Warszawie) – polski kontrabasista jazzowy.
Według czytelników magazynu Jazz Forum wielokrotnie był uznawany za najlepszego kontrabasistę na polskiej scenie jazzowej. Grał z takimi polskimi muzykami jazzowymi jak: Janem „Ptaszynem” Wróblewskim, Zbigniewem Seifertem, Tomaszem Stańko, Januszem Muniakiem, Andrzejem Kurylewiczem, Jerzym Satanowskim, Zbigniewem Namysłowskim, Wojciechem Karolakiem.
Brał udział w wielu festiwalach jazzowych w kraju i na świecie: Jazz Jamboree, Warsaw Summer Jazz Days, Festiwalu Jazzowym w Hadze, Red Sea Jazz Festiwal, Bilbao Jazz Festiwal, Festiwalu Jazzowym w Düsseldorfie.
Nagrał jako muzyk studyjny kilkadziesiąt płyt z kręgu muzyki jazzowej, rozrywkowej i filmowej. Jest też autorem muzyki do filmu Tuchomie - 20 Ha Sztuki.

## Życiorys
Był absolwentem klasy kontrabasu Wydziału Instrumentalnego PWSM w Katowicach. 
W ostatnich latach prowadził klasę kontrabasu na Wydziale Jazzu w Państwowej Szkole Muzycznej II st. przy ul. Bednarskiej w Warszawie.
Pierwsze sukcesy zaczął odnosić w połowie lat 70. w Kwartecie Wojciecha Gogolewskiego.
Później współpracował m.in. z Trio Kazimierza Jonkisza, zespołem Zbigniewa Seiferta, kwartetem Jana Ptaszyna Wróblewskiego, grupą Jarka Śmietany Extra Ball. Grał również z amerykańskimi muzykami: saksofonistą Rickiem Colem oraz trębaczem Clarkiem Terry.
W początku lat 80. współpracował przy nagraniu płyt Stanisława Sojki: Blublula, Sojka Sings Ellington oraz Matko, która nas znasz. Pod koniec lat 80. grał w Kwartecie Zbigniewa Namysłowskiego.
W latach 90. koncertował m.in. z Henrykiem Miśkiewiczem, Krzesimirem Dębskim, Januszem Muniakiem, Andrzejem Kurylewiczem. 
W 1992 roku uczestniczył jako muzyk w nagrywaniu płyty Grzegorza Ciechowskiego Obywatel świata.
Jego solowy projekt z 2007 roku zatytułowany został Kwartet Tota, a grali w nim Jerzy Małek, Marcin Masecki i Ziw Rawic. Płyta z 2008 r. pod tym tytułem zawiera w całości autorskie kompozycje Wegehaupta. Oceniony on został przez krytyków jako najlepszy z trzech autorskich albumów Wegehaupta.
W roku 2009 nagrał wraz z Jarkiem Śmietaną płytę z kompozycjami Zbigniewa Seiferta pt. A Tribute To Zbigniew Seifert.  W październiku 2001, w Studio Buffo (wraz z m.in. Henrykiem Miśkiewiczem, Jarosławem Śmietaną) brał udział w nagraniu płyty Ryszarda Rynkowskiego „Intymnie”.

## Nagrody w konkursach
- I nagroda – Konkurs Improwizacji Jazzowej – AM Katowice (1974)
- II Nagroda i Wyróżnienie Indywidualne – Jazz nad Odrą (1976)

## Odznaczenia
- Brązowy Medal „Zasłużony Kulturze Gloria Artis” w dziedzinie muzyki nadany w roku 2008[4].

## Dyskografia

### Albumy solowe
- 1984 – Sake
- 2005 – Wege
- 2008 – Tota

## Galeria

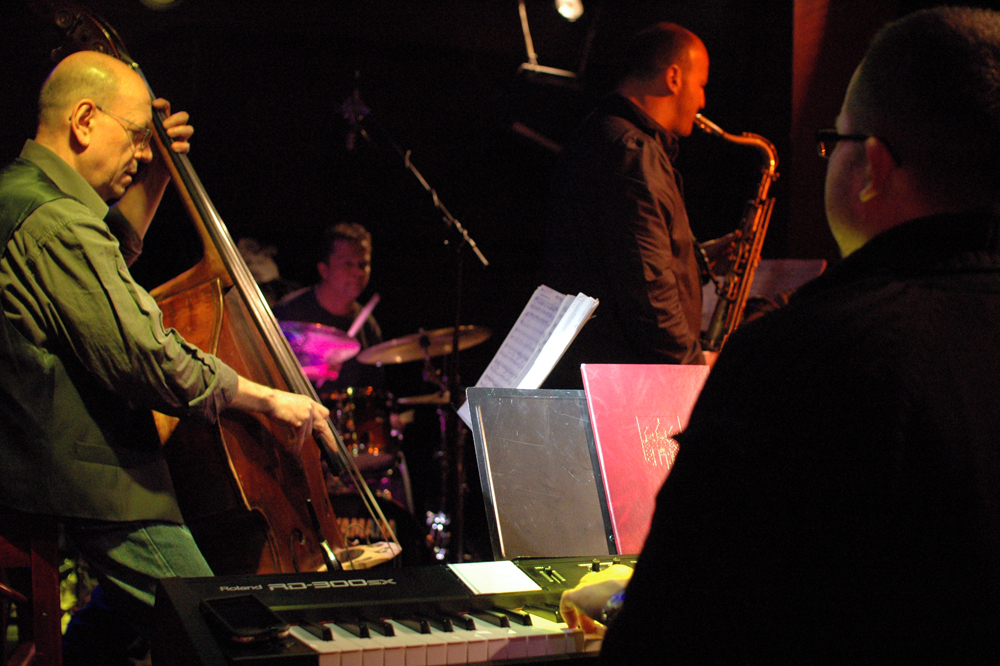
W klubie Tygmont - kwiecień 2009 r.
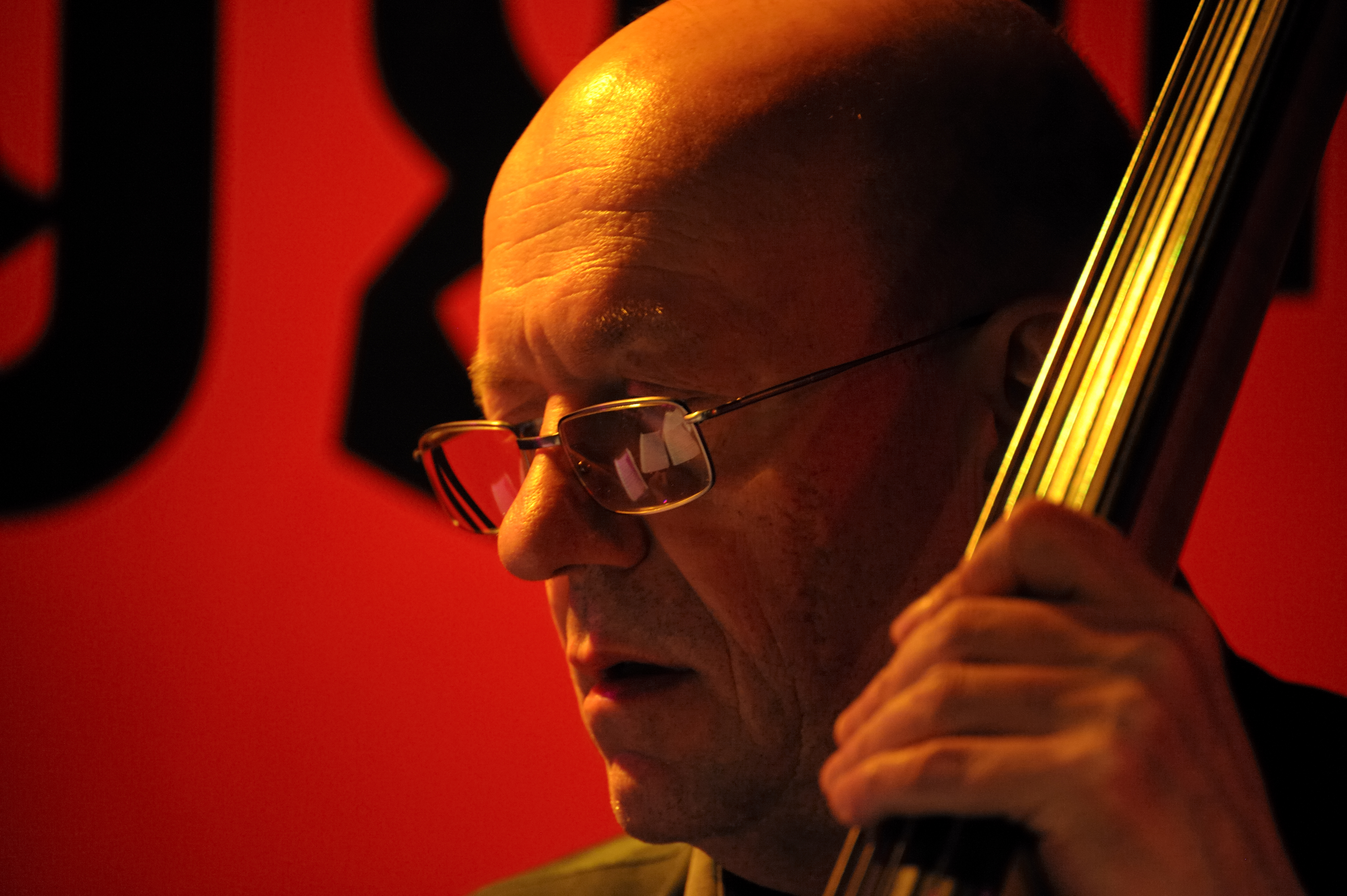
Grudzień 2009 r.
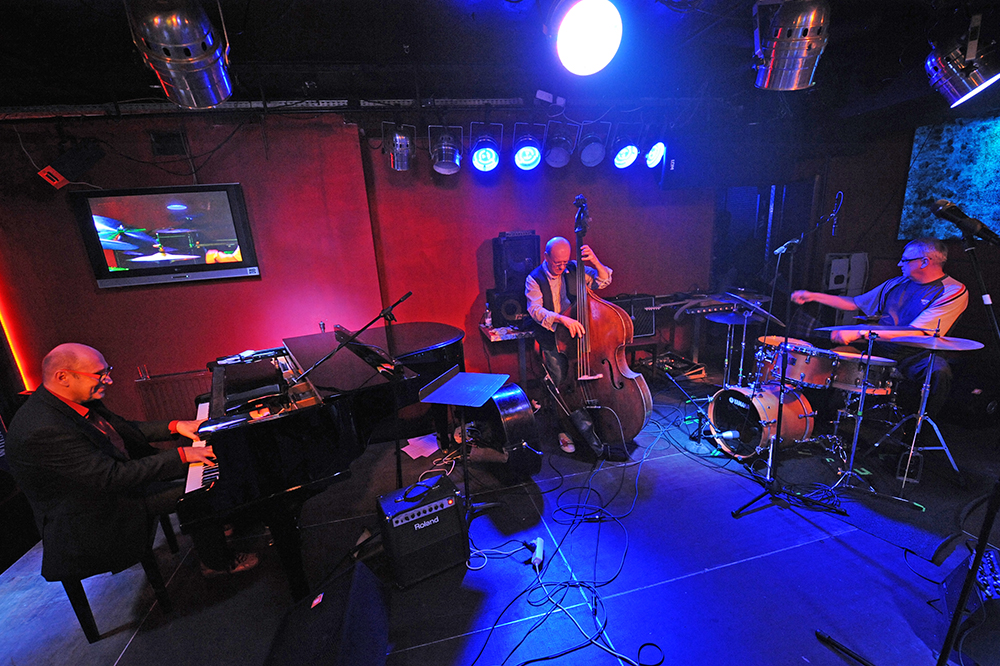
Jam session w klubie Riviera Remont, Warszawa, listopad 2010. Włodek Pawlik (p) i Krzysztof Zawadzki (dr).
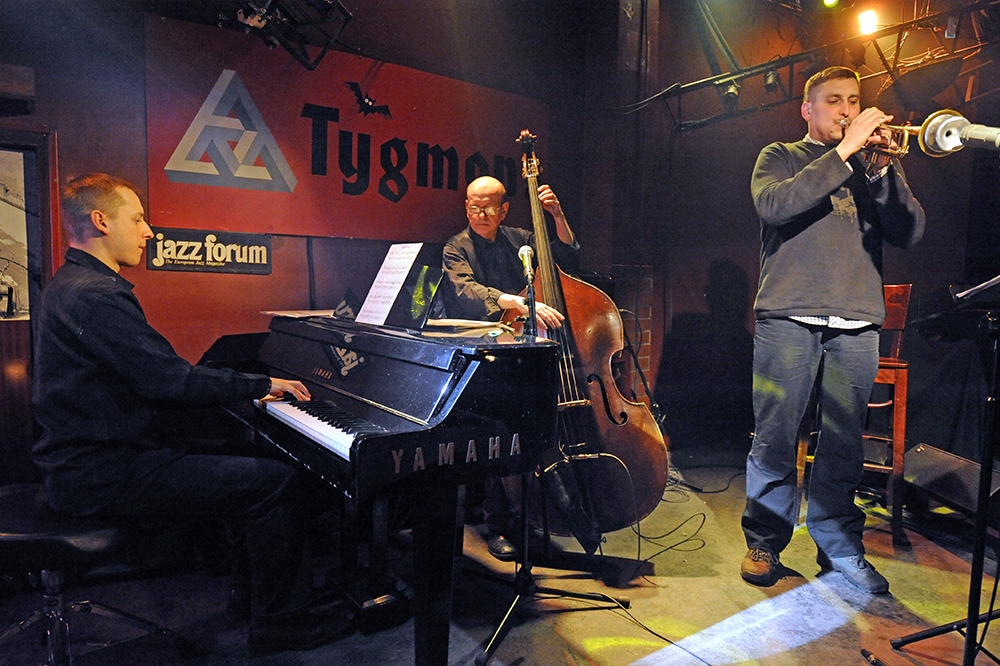
Zbigniew Wegehaupt (db) na scenie klubu jazzowego Tygmont w Warszawie. Dominik Wania (p) i Jerzy Małek (tp) - grudzień 2010 r.
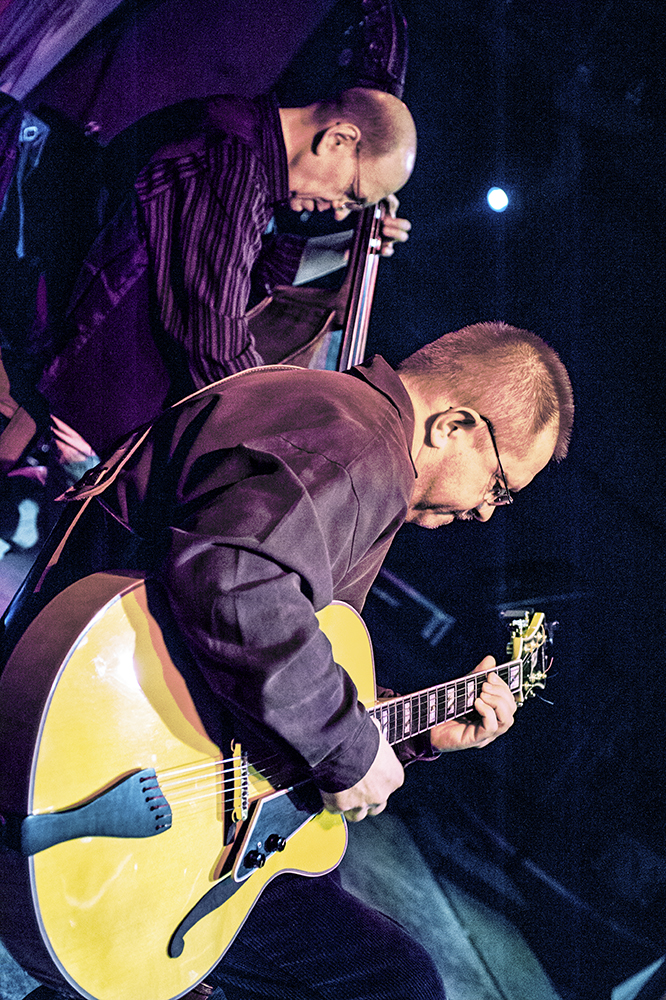
Klub Tygmont, Zbigniew Wegehaupt (db), Krzysztof Woliński (g). Listopad 2011.

### Albumy innych artystów z udziałem Z. Wegehaupta
z Włodzimierzem Pawlikiem
- Standards Live
- Live At Birdland

z Januszem Muniakiem
- Janusz Muniak Quartet
- You Know These Songs?

ze Zbigniewem Namysłowskim
- Without A Talk
- The Last Koncert'
- Secretly & Confidentially
- 1994 - Z. Namysłowski Jazz Quartet & Kapela Góralska
- 2004 – Live in Vienna (składanka)[5]

z Jarkiem Śmietaną
- 2009 – A Tribute To Zbigniew Seifert

ze Stanisławem Soyką
- 1981 – Blublula
- 1982 – Sojka Sings Ellington
- 1982 – Matko, która nas znasz

z Anną Marią Jopek
- 1998 – Szeptem
- 2000 – Bosa
- 2002 – Barefoot

z Grzegorzem Ciechowskim
- 1992 – Obywatel świata

z zespołem rockowym Varius Manx
- 1993 – The New Shape[6]

z Ryszardem Rynkowskim
- 2001 – Intymnie